# بيتر بيرغرين
بيتر بيرغرين (بالسويدية: Peter Berggren)‏ هو سباح سويدي، ولد في 28 مارس 1962.

## وصلات خارجية
- بيتر بيرغرين على موقع الاتحاد الدولي للسباحة (الإنجليزية)
- بيتر بيرغرين على موقع أوليمبيديا (الإنجليزية)
- بيتر بيرغرين على موقع اللجنة الأولمبية السويدية (السويدية)